# Rayka Zehtabchi
Rayka Zehtabchi é uma cineasta americana. Como reconhecimento, venceu o Óscar 2019 na categoria de Melhor Documentário em Curta-metragem por Period. End of Sentence. (2018).